# غوي روجر نزينغ
غوي روجر نزينغ (بالفرنسية: Guy-Roger N'Zeng)‏ (30 مايو 1970 ليبرفيل الغابون - ) هو لاعب كرة قدم غابوني، شارك في كأس الأمم الأفريقية 1994.

## روابط خارجية
- غوي روجر نزينغ على موقع قاعدة بيانات كرة القدم.إي يو (الإنجليزية)
- غوي روجر نزينغ على موقع ناشيونال فوتبول تيمز (الإنجليزية)
- غوي روجر نزينغ على موقع عالم كرة القدم.نت (الإنجليزية)